# Antonio Poupin Negrete
Antonio Poupin Negrete (Santiago, 16 de abril de 1860-Santiago, 18 de agosto de 1891) fue un sastre y político chileno, fundador y primer presidente del Partido Demócrata.

## Biografía
Nació en Santiago el 16 de abril de 1860, siendo sus padres Antonio Poupin, sastre francés que poseía una tienda en la calle Ahumada entre Moneda y la Alameda de las Delicias, y María Negrete, descendiente de la familia propietaria del fundo «Lo Negrete». Realizó sus estudios primarios en el colegio de Ricardo Olea, y posteriormente continuó sus estudios en el Instituto Nacional General José Miguel Carrera.
A los 18 años inició su carrera como sastre, ingresando a la Casa Francesa como ayudante de cortador de sastre, y al año siguiente instaló su taller propio en la esquina de la calle Compañía con la Plaza de Armas. Fue miembro de la Sociedad Filarmónica de Obreros, de la que llegó a ser su presidente en 1885. El 17 de octubre de 1886 fue uno de los fundadores de la Sociedad La Igualdad, que se consideraba como continuadora de la Sociedad de la Igualdad fundada por Francisco Bilbao en 1850; entre los otros integrantes fundadores de la institución se encontraban José Manuel Saldaña, Malaquías Concha, José E. Díaz, Benito de la Fuente, Amador Rodríguez, Moisés González, Rudecindo Cornejo, Avelino Contardo, Pedro Félix Arriaza y Tristán Cornejo.
Fue fundador y colaborador en varios periódicos destinados a la clase obrera chilena, entre ellos La Razón, El Gutenberg (fundado por Hipólito Olivares Mesa el 24 de septiembre de 1886) y El Demócrata (fundado en Concepción en 1887). El 20 de noviembre de 1887 se convirtió en fundador y primer presidente del Partido Demócrata.
El 29 de abril de 1888 Poupin, como presidente del Partido Demócrata, encabezó una manifestación en el centro de Santiago para protestar por el alza realizada por la Empresa del Ferrocarril Urbano de Santiago a la tarifa de los tranvías urbanos; dicha concentración derivó posteriormente en una serie de disturbios que concluyó con el incendio de varios tranvías, razón por la cual Poupin fue detenido junto a otros 13 militantes demócratas, los que fueron absueltos por la Corte Suprema de Chile y liberados el 11 de junio de 1888, tras 43 días de prisión.
El historiador Mario Góngora señala que Antonio Poupin falleció en la masacre de Lo Cañas, ocurrida el 18 de agosto de 1891, durante la guerra civil, ya que en este acontecimiento es el último lugar en donde se registra su existencia, comandando una de las cuatro compañías ubicadas en el sector.